# Katar a 2004. évi nyári olimpiai játékokon
Katar a görögországi Athénban megrendezett 2004. évi nyári olimpiai játékok egyik részt vevő nemzete volt. Az országot az olimpián 4 sportágban 15 sportoló képviselte, akik érmet nem szereztek.

## Atlétika
Férfi
| Versenyző                    | Versenyszám    | Előfutam | Előfutam | Előfutam | Elődöntő | Elődöntő | Elődöntő | Döntő   | Döntő    |
| Versenyző                    | Versenyszám    | Idő      | Hely.    | Össz.    | Idő      | Hely.    | Össz.    | Idő     | Helyezés |
| ---------------------------- | -------------- | -------- | -------- | -------- | -------- | -------- | -------- | ------- | -------- |
| Mádzsed Szaíd Szultán        | 800 m          | 1:47,92  | 4.       | 49.      | kiesett  | kiesett  | kiesett  | kiesett | kiesett  |
| Abd er-Rahmán Szulejmán      | 1500 m         | 3:42,00  | 11.      | 28.      | kiesett  | kiesett  | kiesett  | kiesett | kiesett  |
| Szultán Hamísz Zamán         | 5000 m         | 13:26,52 | 9.       | 16.      |          |          |          | kiesett | kiesett  |
| Músza Ámer                   | 3000 m akadály | 8:23,94  | 1.       | 14.      |          |          |          | 8:07,18 | 4.       |
| Hamísz Abdalláh Szejf ed-Dín | 3000 m akadály | 8:17,89  | 1.       | 4.       |          |          |          | 8:36,66 | 15.      |
| Ahmed Dzsumaa Dzsáber        | Maraton        |          |          |          |          |          |          | 2:20:27 | 38.      |

| Versenyző                | Versenyszám | Selejtező | Selejtező | Döntő    | Döntő    |
| Versenyző                | Versenyszám | Eredmény  | Helyezés  | Eredmény | Helyezés |
| ------------------------ | ----------- | --------- | --------- | -------- | -------- |
| Abd er-Rahmán en-Núbi    | Távolugrás  | 741 cm    | 37.       | kiesett  | kiesett  |
| Ibráhím Abu Baker        | Hármasugrás | 16,71 m   | 16.       | kiesett  | kiesett  |
| Hálid Habas esz-Szuvajdi | Súlylökés   | 19,04 m   | 30.       | kiesett  | kiesett  |

| Versenyző          | Versenyszám | 100 m | 100 m | Távolugrás | Távolugrás | Súlylökés | Súlylökés | Magasugrás | Magasugrás | 400 m | 400 m | 110 m gát        | 110 m gát        | Diszkoszvetés    | Diszkoszvetés    | Rúdugrás         | Rúdugrás         | Gerelyhajítás    | Gerelyhajítás    | 1500 m           | 1500 m           | Végeredmény   | Végeredmény   |
| Versenyző          | Versenyszám | Idő   | Pont  | Eredmény   | Pont       | Eredmény  | Pont      | Eredmény   | Pont       | Idő   | Pont  | Idő              | Pont             | Eredmény         | Pont             | Eredmény         | Pont             | Eredmény         | Pont             | Idő              | Pont             | Pont          | Helyezés      |
| ------------------ | ----------- | ----- | ----- | ---------- | ---------- | --------- | --------- | ---------- | ---------- | ----- | ----- | ---------------- | ---------------- | ---------------- | ---------------- | ---------------- | ---------------- | ---------------- | ---------------- | ---------------- | ---------------- | ------------- | ------------- |
| Ahmad Haszan Músza | Tízpróba    | 10,79 | 908   | 704 cm     | 823        | 13,32 m   | 687       | 182 cm     | 644        | 48,73 | 874   | nem állt rajthoz | nem állt rajthoz | nem állt rajthoz | nem állt rajthoz | nem állt rajthoz | nem állt rajthoz | nem állt rajthoz | nem állt rajthoz | nem állt rajthoz | nem állt rajthoz | nem ért célba | nem ért célba |

## Sportlövészet
Férfi
| Versenyző        | Versenyszám | Selejtező | Selejtező | Döntő   | Döntő    |
| Versenyző        | Versenyszám | Pont      | Helyezés  | Pont    | Helyezés |
| ---------------- | ----------- | --------- | --------- | ------- | -------- |
| Rásid el-Adzba   | Dupla trap  | 132       | 11.       | kiesett | kiesett  |
| Nászer el-Attija | Skeet       | 122       | 4.        | 147     | 4.       |

## Súlyemelés
Férfi
| Versenyző            | Versenyszám | Szakítás | Szakítás | Lökés                    | Lökés                    | Összesen | Helyezés |
| Versenyző            | Versenyszám | Eredmény | Helyezés | Eredmény                 | Helyezés                 | Összesen | Helyezés |
| -------------------- | ----------- | -------- | -------- | ------------------------ | ------------------------ | -------- | -------- |
| Náder Szufján Abbász | 77 kg       | 160,0    | 6.***    | 195,0                    | 7.**                     | 355,0    | 9.       |
| Szaad Szajf Aszaad   | 105 kg      | 192,5    | 2.*      | érvényes kísérlet nélkül | érvényes kísérlet nélkül | kiesett  | kiesett  |

* - egy másik versenyzővel azonos eredményt ért el

** - három másik versenyzővel azonos eredményt ért el

*** - négy másik versenyzővel azonos eredményt ért el

## Úszás
Férfi
| Versenyző        | Versenyszám | Előfutam | Előfutam | Előfutam | Döntő   | Döntő    |
| Versenyző        | Versenyszám | Idő      | Hely.    | Össz.    | Idő     | Helyezés |
| ---------------- | ----------- | -------- | -------- | -------- | ------- | -------- |
| Anasz Abu Júszuf | 400 m gyors | 4:11,99  | 4.       | 43.      | kiesett | kiesett  |